# Oglasa bifidalis
Oglasa bifidalis là một loài bướm đêm trong họ Noctuidae.